# Szahmet

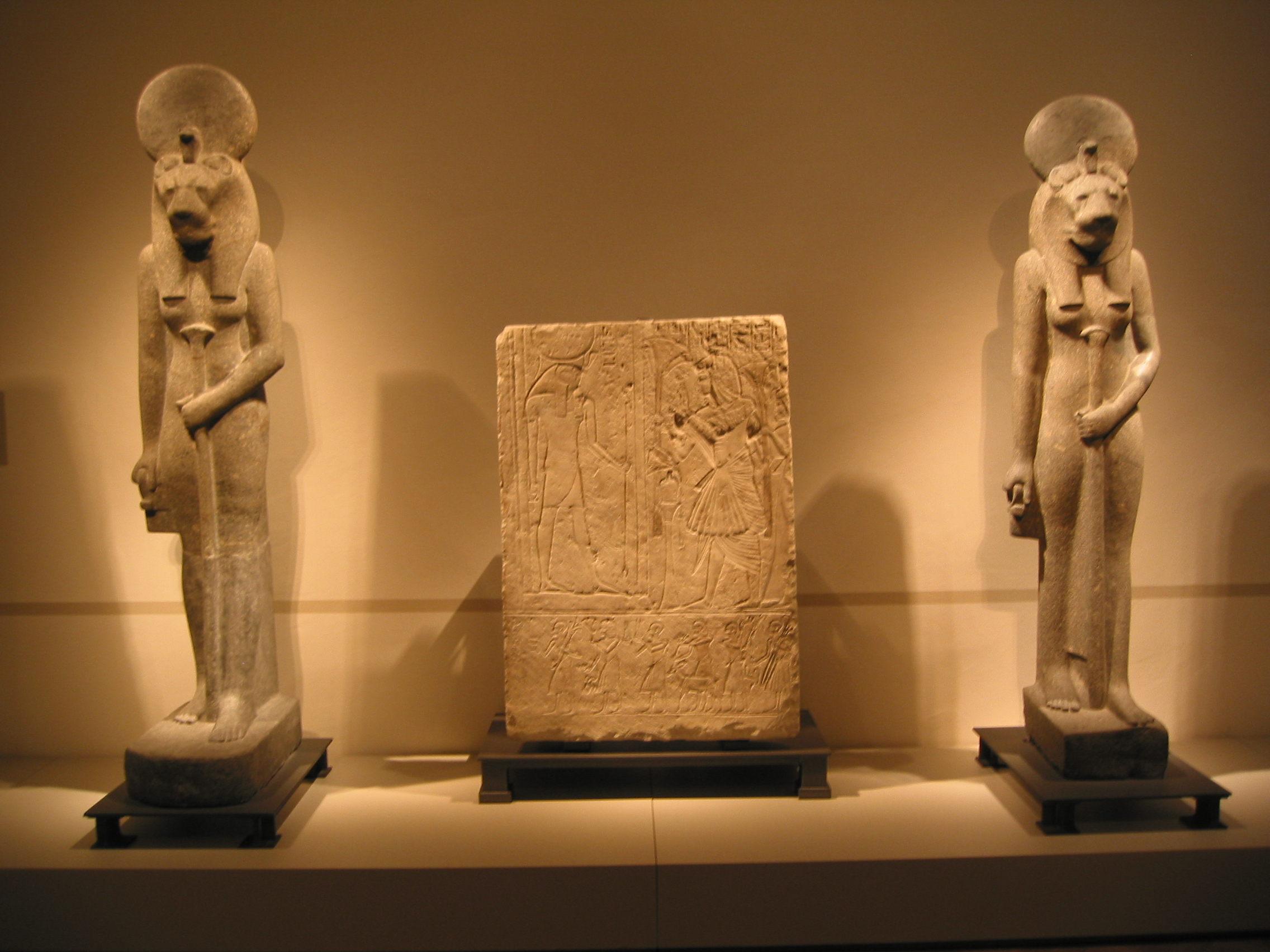
Szahmet szobrai, Berlin, Neues Museum

Szahmet (vagy Szehmet; sḫm.t, „a hatalmas”) ókori egyiptomi istennő. Kettős természete van: egyrészt harcias, pusztító, másrészt gyógyító, védelmező istennő. Szoláris jellegű istenség, Ré napisten leánya; a Ré szemeként ismert istennők egyike. Férjével, Ptahhal és fiával, Nofertummal alkot háromságot Memphiszben. Az oroszlán alakban ábrázolt istennők közül a legjelentősebb. Ré szemeként gyakran összefüggésbe hozzák más, ezt a szerepet betöltő istennőkkel, például Hathorral és Básztettel, de tekintik Mut agresszívabb megnyilvánulásának is, és azonosult Pahettel, a közép-egyiptomi oroszlánistennővel.

## Ábrázolása
Általában oroszlánfejű nőnek ábrázolták, ritkán teljesen oroszlán formában. Szoláris istenség lévén fején napkorongot visel, ureusszal. Gyakran vörös ruhát visel, melle fölött néha rozettamintával, ami talán az Oroszlán csillagkép egyik csillagát jelképezi. A III. Amenhotep által állított szobrokon Alsó-Egyiptom jelképét, a papirusznádat tartja kezében. Muttal egybeolvadt formája Egyiptom kettős koronáját viseli a fején.

## Feladatköre
Szahmet a perzselő nap istennője, az anyák oltalmazója, a háború, gyűlölet és halál úrnője. Ő volt a járványok felelőse és terjesztője is, betegségdémonok álltak szolgálatában, ugyanakkor gyógyító istennő is, az orvosok oltalmazója, akik a papjainak tartották magukat. Szahmet semmisíti meg Ré és Ozirisz ellenségeit: Széthet, Apóphiszt és másokat. Amikor Ré megbünteti bűneiért az embereket, Szehmet hajtja végre a büntetést. Uadzset és Nehbet istennőkkel együtt a fáraókat óvja: mellettük áll a harcban, lába elé dönti az ellenséget – külsejével megrémíti, leheletének lángjával pedig megöli. Mágikus erejénél fogva elpusztíthatja az embert, betegséget vihet rá, vagy meggyógyíthatja. Hathor, Mut és Básztet mellett azonosult Tefnuttal, Uadzsettel, és sok oroszlánistennővel (Menkeret, Menit, Menhit, Seszmetet). Söráldozatokat kívánt. Egyik hozzá kapcsolódó mítosz a Szahmet megengesztelése. A balzsamozási rítus minden ábrázolásán szerepel; a királyi ravatal az ő alakját ábrázolja, így még halálában is védi a fáraót.

## Mítoszai
A Napszem-mítoszban Ré Szahmet formájában küldi el Hathort, hogy elpusztítsa az ellene szervezkedő embereket. Szahmet vérszomját nem csillapítja a harc, és majdnem az egész emberiséget elpusztítja. Ré, hogy megállítsa, vörös okkerrel vagy hematittal vörösre festett sört önt a földre, amit Szahmet vérnek hisz és megiszik, majd úgy lerészegedik, hogy megnyugszik és visszatér Réhez. Ugyanezt a mítoszt írja le a Cairo 86637 papirusz a szerencsés és balszerencsés napok jövendöléseiben.

## Kultusza
Bár alsó-egyiptomi eredetű istennő, és kultusza főleg Memphiszben összpontosult, szentélyei már az óbirodalom idejétől fogva megjelennek az ország más tájain is. Papjai jelentős szerepet játszottak a gyógyítás mágikus aspektusa terén; járványok idején őt próbálta kiengesztelni a papság. III. Amenhotep talán egy pusztító járvány miatt emelt neki több száz szobrot halotti templomában; ezek ma a világ különböző múzeumaiban találhatóak. A ptolemaida korban említik egy Taremuban álló nagy templomát azzal kapcsolatban, hogy épült itt egy templom a Szahmettel azonosított Básztet fiának, Maahesznek.
Az év elején zajlott ünnepe, mikor az egyiptomiak táncoltak és zenéltek, hogy megnyugtassák a vad istennőt, és rengeteg bort ittak, hogy utánozzák az istennő haragjának gátat vető részegséget. Lehet, hogy a rítus kapcsolatban áll annak, hogy a Nílus év eleji áradása túlzott mértékű legyen; a folyót ebben az időben vérvörösre festette a Felső-Egyiptomból érkező vöröses iszap.
2006-ban Betsy Bryan, a Johns Hopkins Egyetem régésze a luxori Mut-templomban történt ásatásai során megtalálta Szahmet ünnepének ábrázolásait, melyeken a papnőknek rengeteg alkoholt szolgálnak fel, az alkohol negatív hatásainak előfordulása esetén pedig templomi szolgák gondoskodnak róluk. A papnők mellett a nép is részt vett az ünnepségeken, a feljegyzések szerint akár több tízezren. (Az ábrázolásokat azért Mut templomában készítették, mert mikor Théba nagyobb jelentőségre tett szert, istennője, Mut átvette Szahmet jellemzőit.)

## Galéria

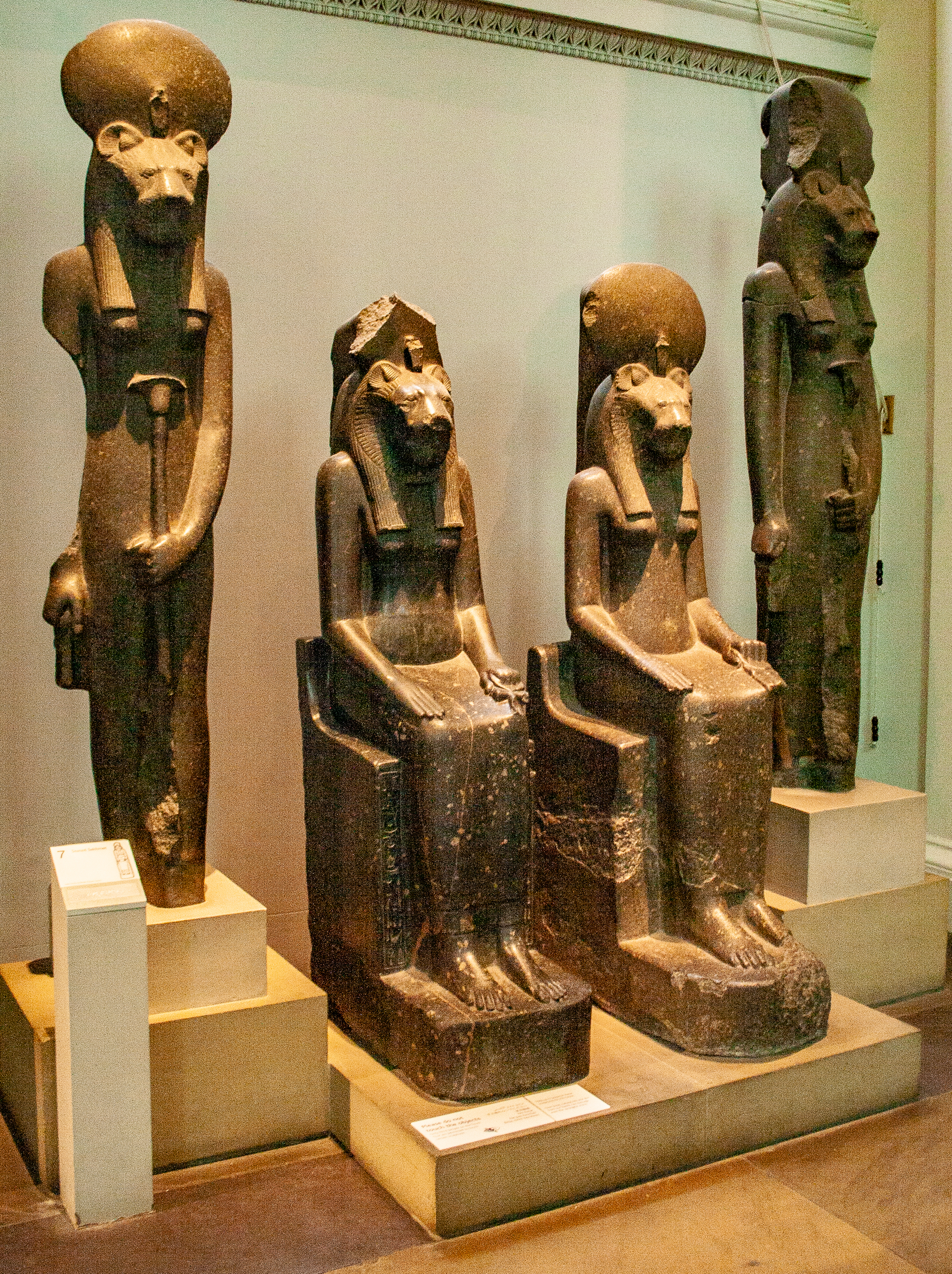
Szahmet szobrai a British Museumban
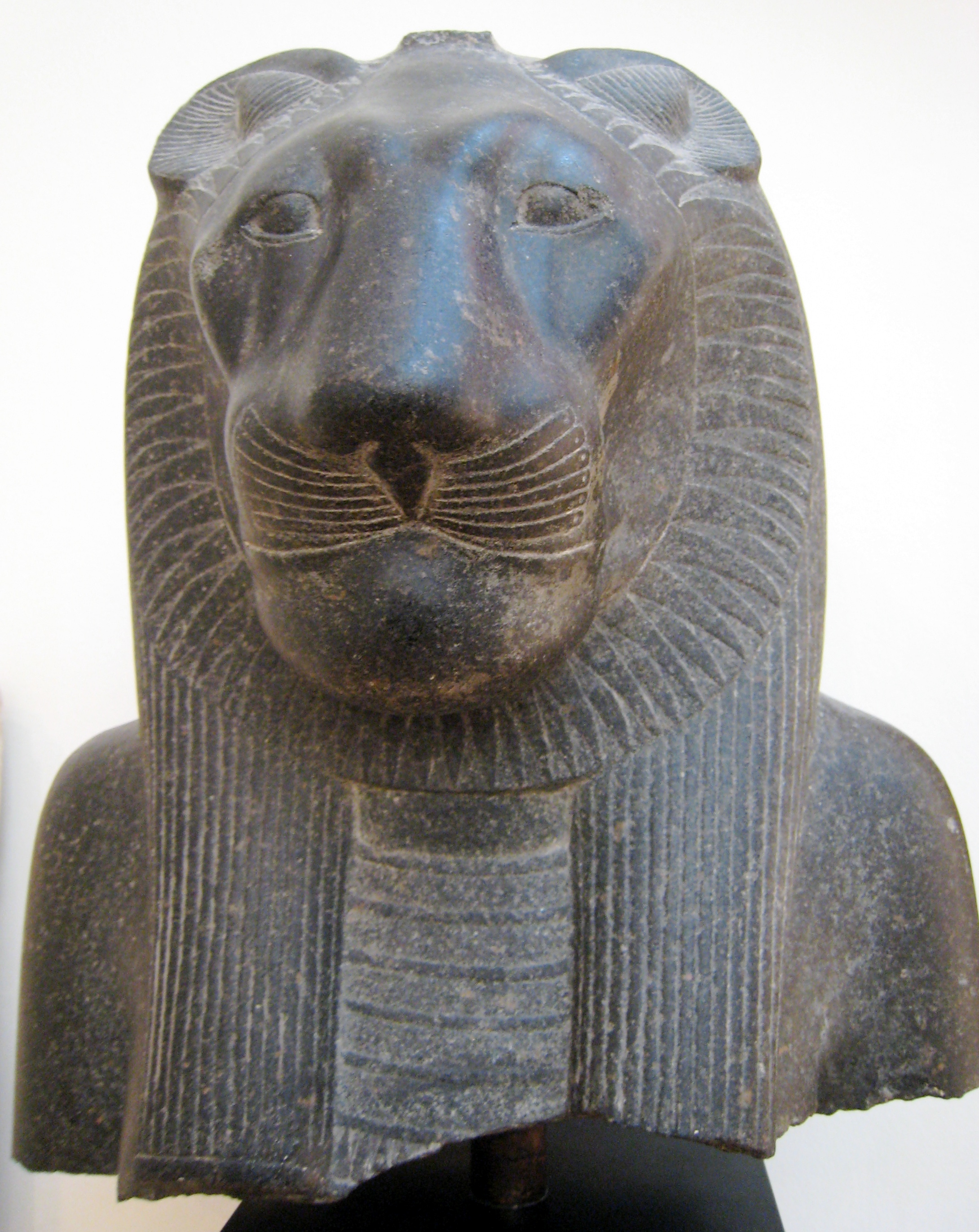
Szahmet a luxori Mut-templomból (gránit, i. e. 1403–1365, Koppenhága, Nemzeti Múzeum)
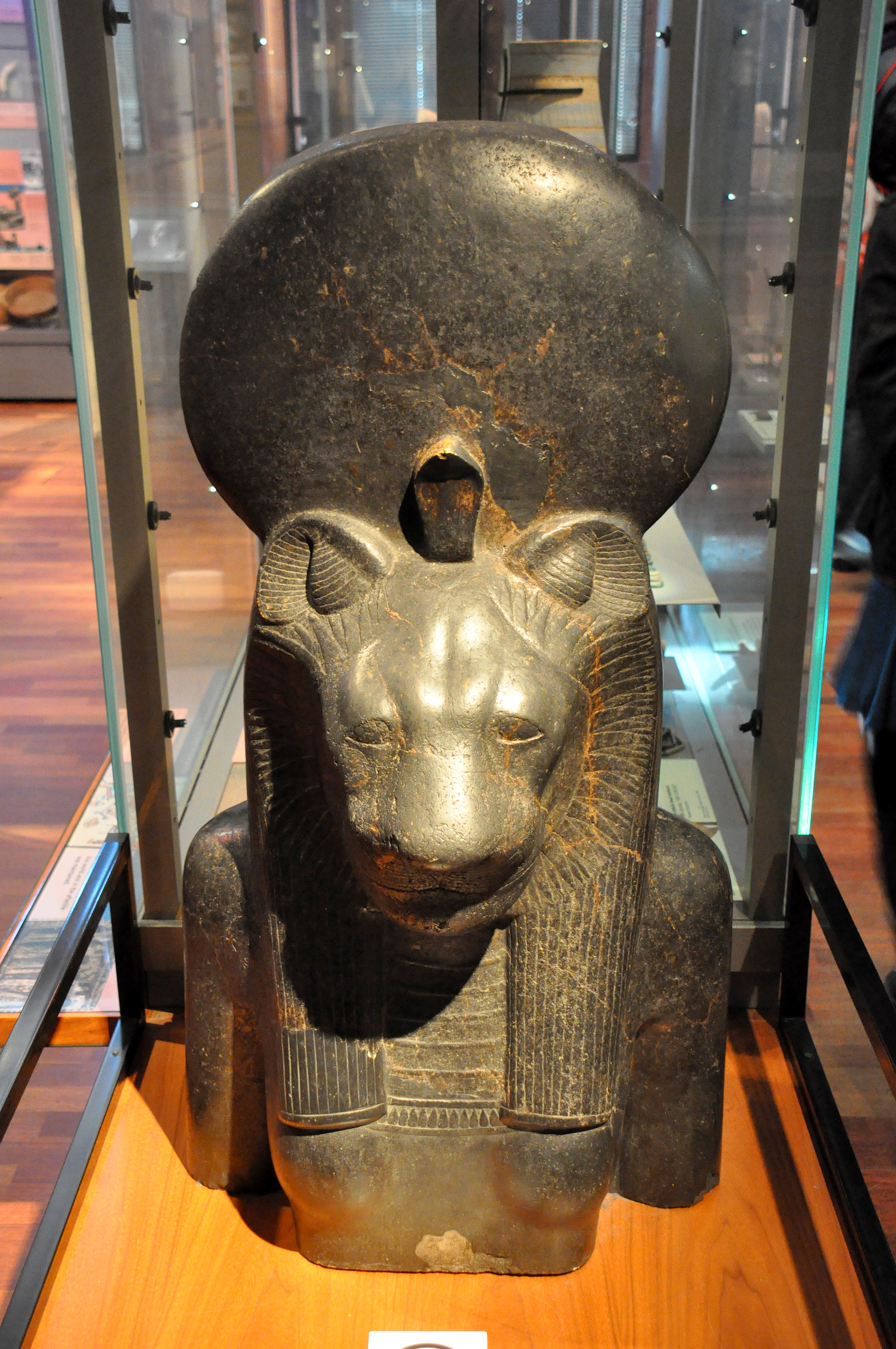
Szahmet szobra (Glasgow, Kelvingrove Művészeti Galéria és Múzeum)
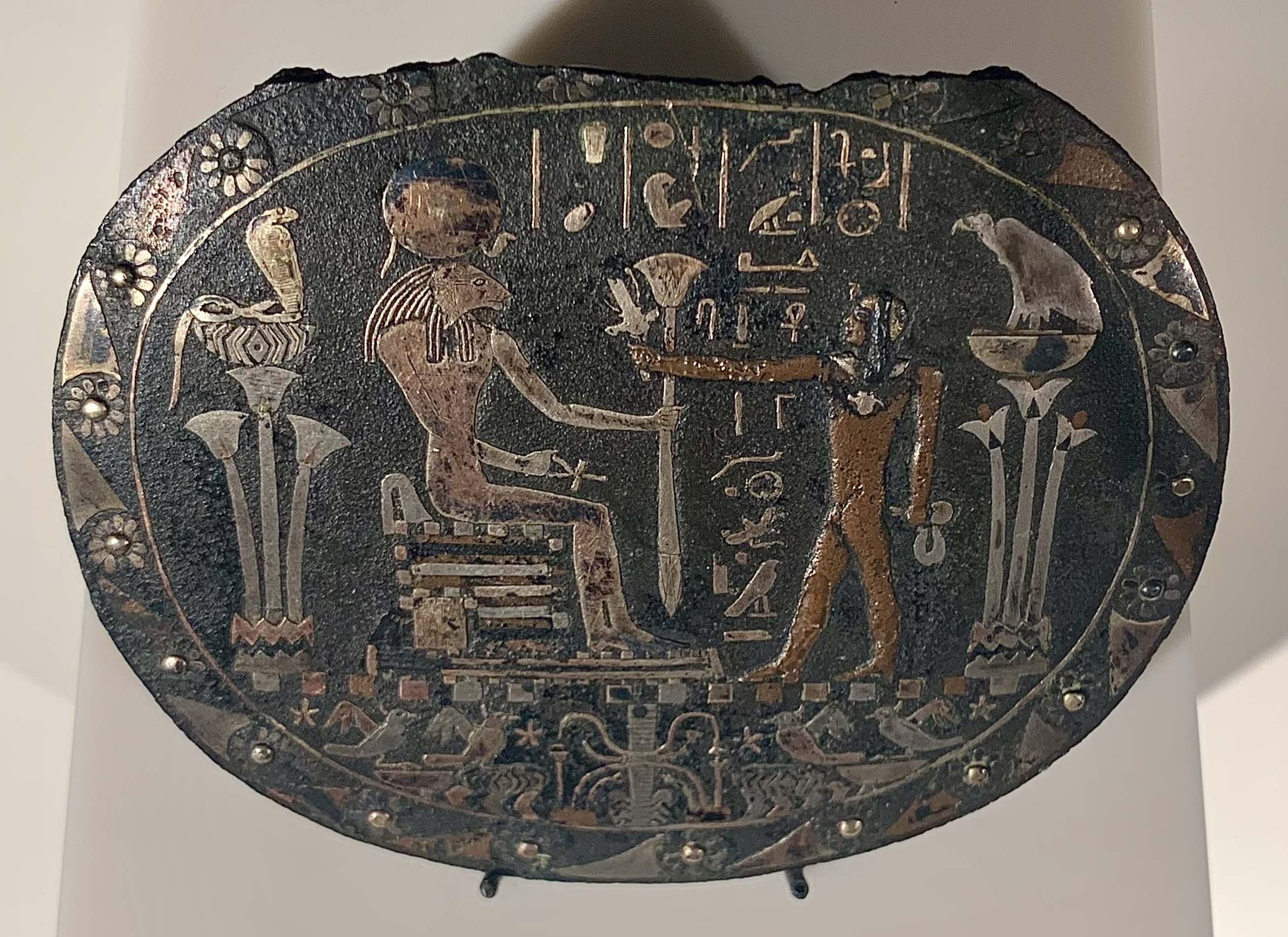
Menat-nyaklánc részlete: szertartás Szahmet szobra előtt, két oldalán Uadzset és Nehbet (i. e. 870, (Berlin, Altes Museum, katalógusszám: 23733)
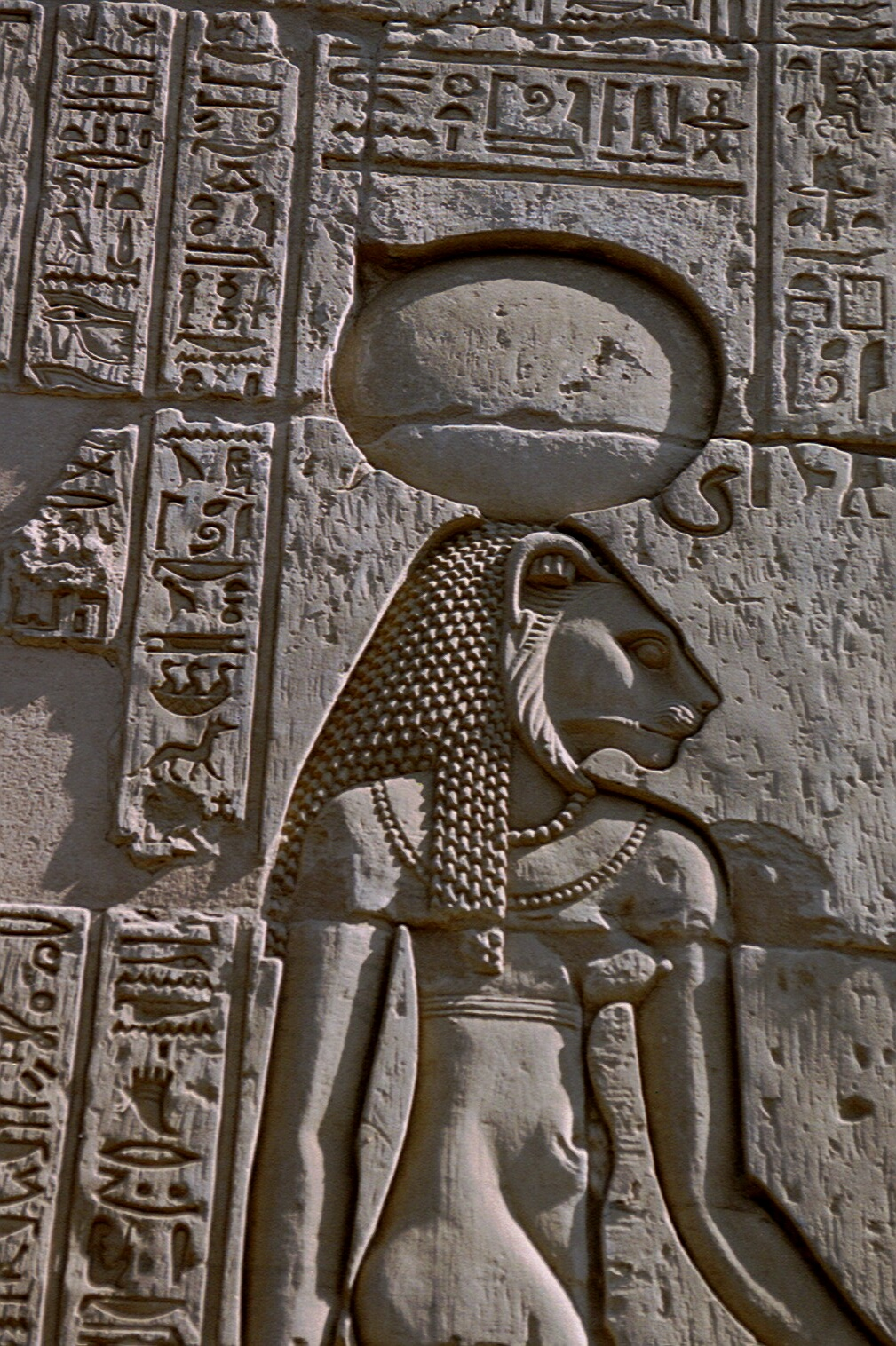
Szahmet napkoronggal és kobrával a fején. Relief a Kom Ombó-i templomból
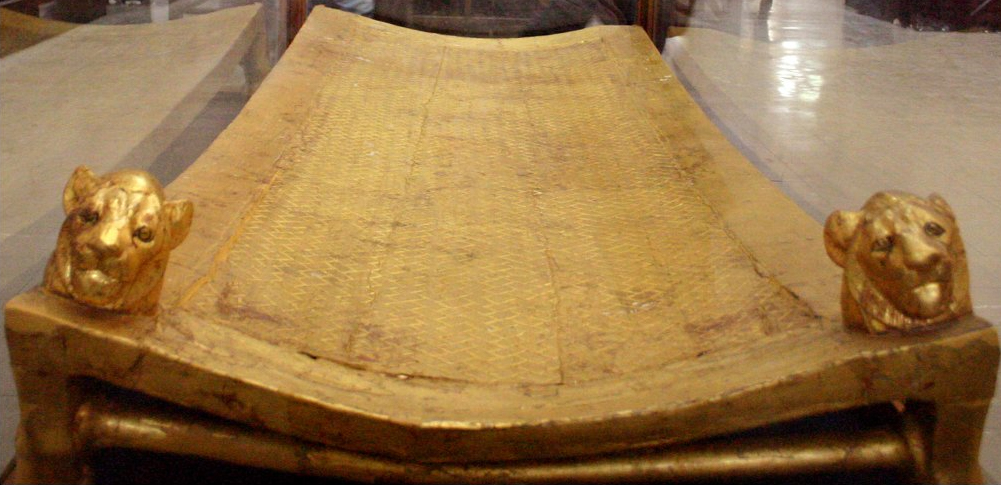
Arany ravatal Tutanhamon sírjából Szahmet ábrázolásával (Kairó, Egyiptomi Múzeum)
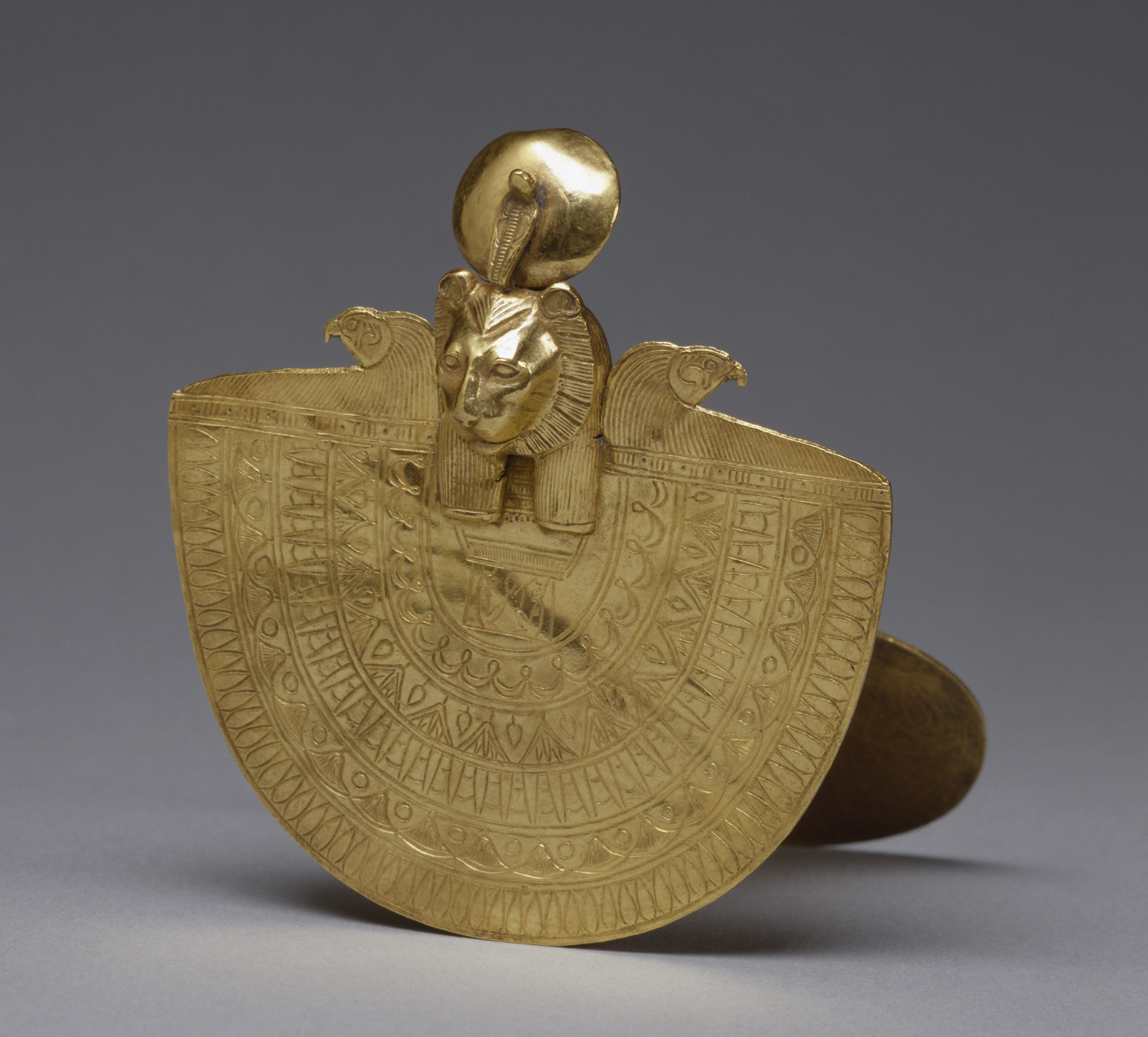
Aegisz, kultikus tárgy, melyen Szahmet szoláris attribútumai szerepelnek (Baltimore, Walters Művészeti Múzeum)

## További irodalom
- Germond, Philippe. Sekhmet et la protection du monde (french nyelven). Editions de Belles-Lettres (1981)
- Hoenes, Sigrid-Eike. Untersuchungen zu Wesen und Kult der Göttin Sachmet (german nyelven). R. Habelt Verlag (1978)
- von Känel, Frédérique. Les prêtres-ouâb de Sekhmet et les conjurateurs de Serket (french nyelven). Presses Universitaires de France (1984)

## Külső hivatkozások
- Ancient Egypt: the Mythology - Sekhmet
- "Egyptian Temple Yields 17 Statues of Lion-Headed Goddess" Archaeologists working in Luxor, Egypt, have unearthed 17 statues of an ancient Egyptian goddess with the head of a lion and the body of a woman. March 14, 2006
- "Archaeologists discover 66 statues of Sekhmet buried to ward off evil from the temple of Amenhotep III" March 8, 2017